# Babaliba
Babaliba es un videojuego del género videoaventura desarrollado y distribuido por Dinamic Software en 1984, para el Sinclair ZX Spectrum. Se vendió a un precio de 1800 pesetas y fue distribuido en España por MicroWorld. Fue comercializado en Inglaterra por Silversoft.

## Argumento
Babaliba es la segunda parte de la trilogía que comenzaba en Saimazoom y finalizaba en Abu Simbel, Profanation.
El protagonista, Johny Jones, en esta ocasión se debe adentrar en el castillo Hosmimumarack donde tiene una triple misión: apoderarse del tesoro oculto, rescatar a un compañero prisionero en las mazmorras y raptar a la princesa, hija del Sultán. Una vez alcanzados los objetivos tendrá que regresar a la sala principal del palacio donde debe conjurarse el hechizo que se obtiene con las letras de la palabra BABALIBA, que están escondidas en algún lugar de esta sala. 
El palacio, dividido en cuatro plantas, está repleto de enemigos que incluyen moros armados, cangrejos monstruosos, arañas asesinas y peligrosos cocodrilos. En la planta baja están las mazmorras, en la planta principal los jardines laberínticos y el tesoro, y en las de arriba, los aposentos. En total hay 135 localizaciones por visitar.

## Desarrollo
El proyecto estaba liderado por Víctor Ruiz. La portada inicial corrió a cargo de Luis Rodríguez. La versión del juego para el mercado inglés tenía otra distinta.